# Nemonychinae
Nemonychinae es una subfamilia de insectos de la familia Nemonychidae con un único representante no fósil. Aun cuando existen alrededor de otras 3 especies fósiles del género Nemonyx.

## Diferencias morfológicas
Los adultos de esta subfamilia se diferencian de los adultos de la subfamilia Cimberidinae debido a que el segundo tarsómero no abraza al tercero sino que se adelgaza; la incisión entre los lóbulos del tercer segmento no alcanza el margen apical del segundo tarsómero. Mientras que las larvas se diferencian en que poseen las patas completamente desarrolladas, con 3 o 4 segmentos, terminando en una garra; la mandíbula carece de esclerotización en la base de los palpos; el lóbulo articular de la mandíbula posee una seta (pelo) mayor.